# Jolanta Studzienna
Jolanta Studzienna (2 de enero de 1977) es una jugadora profesional de voleibol polaca, juego de posición central. 

## Palmarés

### Clubes
Campeonato de Polonia:
- 2010
- 2002, 2009
- 2007, 2011

Campeonato de Grecia:
- 2003
- 2004

Campeonato de Eslovaquia:
- 2005

Supercopa de Polonia:
- 2005, 2006, 2010[2]

Copa de Polonia:
- 2009